# Hendrick Hop
Hendrick Hop (Amsterdam, 1686 – Londen, 8 december 1761), baron des H. Rijks, was een Nederlands militair en diplomaat.
Hop was het grootste deel van zijn carrière militair en werd kolonel-commandant van het regiment Nassau-Ouwerkerk en luitenant-generaal der infanterie. In oktober 1723 werd hij benoemd tot 'Extra-Ordinairs Envoyé' (buitengewoon afgezant) in Londen. Hij bleef dit tot zijn overlijden. Tijdens zijn gezantschap had hij onder meer invloed op de onderhandelingen omtrent de huwelijksplannen van prins Willem VI en Anna van Hannover. Hij zou warm aanhanger zijn geweest van Anna's grootvader koning George I en niet zoveel op hebben gehad met diens opvolger George II. Hierdoor had hij minder vertrouwen bij de Britse ministers en verliepen de belangrijkste onderhandelingen buiten hem om.

## Familie Hop
De familie Hop was een zeventiende- en achttiende-eeuwse familie die tot de bestuurlijke elite van de Republiek behoorden. Met name in de diplomatie waren de familieleden van invloed. Zo was Hendrick de tweede zoon van de Nederlands Thesaurier-generaal Jacob Hop (1654 -1725) en Isabella Maria Hendriksdochter Hooft (dochter van Henrick Hooft).
Hop trouwde op 1 mei 1718 met de Bredase Jacoba Sweerts (Suerius) (1690-1725) te Terheijden. Hij en Jacoba kregen drie kinderen: Jacob (secretaris van Amsterdam), Hendrik (naamgever van de 'Haagsche Hopjes') en dochter Johanna. Na het overlijden van Jacoba hertrouwde hij met de Engelse Judith Lambert, met wie hij nog een dochter kreeg, Isabella Maria.
Hendrick was de de broer van de Amsterdamse burgemeester Cornelis Hop (1685-1762).
Hij overleed op 75-jarige leeftijd, op 8 december 1761 te Londen.

## Bron
- Huygens Instituut